# Нестеренко Євген Вікторович
Євге́н Ві́кторович Нестере́нко — капітан Збройних сил України, учасник російсько-української війни.

## Нагороди
26 липня 2014 року — за особисту мужність і героїзм, виявлені у захисті державного суверенітету та територіальної цілісності України, вірність військовій присязі під час російсько-української війни, відзначений — нагороджений орденом Богдана Хмельницького III ступеня.